# آنسلمو کاردوزو
آنسِلمو گونسالوِز کاردوزو (به پرتغالی: Anselmo Gonçalves Cardoso)، (زادهٔ ۶ ژانویه ۱۹۸۴، تورس ودراس)، مشهور به آنسلمو، بازیکن فوتبال پرتغالی است که در سال ۲۰۱۲ در باشگاه فوتبال تراکتور بازی می‌کرد.

## دوران حرفه‌ای
این بازیکن در مجموع ۱۲۳ بازی در لیگ برتر فوتبال پرتغال انجام داده که ۱۹ بار دروازه حریفان را گشوده و در لیگ دسته دوم پرتغال نیز در ۸۳ بازی، ۲۷ گل زده‌است. افزون بر این وی در فصل‌های ۱۰-۲۰۰۹ و ۱۲-۲۰۱۱ به همراه باشگاه ناسیونال در لیگ اروپا حضور داشته است.
آنسلمو در ۹ خرداد ۱۳۹۱ با امضای قراردادی دو ساله، به همراه هم‌وطن خود، ژوآئو ویللا به باشگاه تراکتورسازی پیوست. وی در نیم‌فصل ۹۲-۱۳۹۱ از این باشگاه جدا شد.

## افتخارات
- نایب‌قهرمانی در لیگ دسته دوم فوتبال پرتغال ۰۴-۲۰۰۳ به همراه باشگاه تورینس